# Fredy Meyer
Fredy Meyer (* 13. August 1945 in Bremen; † 15. September 2024 in Wahlwies) war ein deutscher Oberstudienrat, Historiker und Buchautor.

## Leben
Fredy Meyer studierte nach dem Schulbesuch und Abitur in der Freien Hansestadt Bremen von 1969 bis 1975 Germanistik und Geschichte an den Universitäten Freiburg im Breisgau und Basel. Er war nach dem Abschluss des Studiums mit dem Staatsexamen für das Lehramt an Gymnasien Studienreferendar am Gymnasium Tuttlingen, Studienassessor am Schickhardt-Gymnasium Herrenberg und von 1978 bis zu seiner Pensionierung im Jahre 2005 Studienrat bzw. Oberstudienrat am Nellenburg-Gymnasium Stockach. 1999 wurde er an der Universität Konstanz bei Helmut Maurer über das Thema „Sankt Pelagius in Konstanz und Papst Gregor der Große in Petershausen, zur Kultgeschichte eines Bistums- und eines Klosterpatrons an einem Bischofssitz“ promoviert. Er war verheiratet, hatte fünf Kinder und wohnte seit 1975 in Stockach-Wahlwies.
Meyers Arbeitsschwerpunkte waren die Patrozinienforschung, Landeskunde, Regional- und Kunstgeschichte. Er war von 1984 bis 2005 Leiter des Arbeitskreises Landeskunde-Landesgeschichte Stockach und von 1992 bis 2002 Schriftführer des Hegaugeschichtsvereins. Er war seit 1986 Beirat des Hegau-Geschichtsvereins und leitete den Arbeitskreis Hegau (seit 1993).

## Veröffentlichungen
- Pfarrkirche St. Germanus und Vedastus Wahlwies. Jubiläumsfestschrift zur 100jährigen Vollendung der neuen Pfarrkirche St. Germanus und Vedastus. Wahlwies 1982.
- Grundherrschaft im europäischen Mittelalter. Ein Arbeitsbuch für Lehrer und Schüler. Stockach 1985.
- Adel und Herrschaft am Bodensee. Hegau-Bibliothek Bd. 51, Engen 1986.
- Wahlwies. Ein Dorf und seine Geschichte. Hegau-Bibliothek Bd. 67, Engen 1990.
- Römer, Ritter, Regenpfeifer. Streifzüge durch die Kulturlandschaft westlicher Bodensee. Hegau-Bibliothek Bd. 93, Konstanz 1995 (als Herausgeber).
- Sankt Pelagius und Gregor der Große. Ihre Verehrung im Bistum Konstanz. 4 Karten, Forschungen zur oberrheinischen Landesgeschichte Bd. 47, Freiburg/München 2002 (zugleich Dissertation an der Universität Konstanz 1999 unter dem Titel Sankt Pelagius in Konstanz und Papst Gregor der Große in Petershausen. Zur Kultgeschichte eines Bistums- und Klosterpatrons an einem Bischofssitz.)
- Auf Schritt und Tritt. Burgen, Höhlen und heilige Orte am Bodensee. Hegau-Bibliothek Bd. 124, Konstanz 2004.
- Du stellst meine Füße auf weiten Raum – Jakobswege zwischen Neckar und Bodensee. Hegau-Bibliothek Bd. 134, Konstanz 2007, ISBN 978-3-921413-96-8.
- Der Erfinder Friedrich Gegauf. Seine Familie und sein Lebenswerk Bernina. Hegau-Bibliothek Bd. 144, Konstanz 2009.
- Zusammen mit Jakobus Kaffanke und Frieder Kammerer: Alte Burg und Ort der Stille. 1000 Jahre Ramsberg im Linzgau. Hegau-Bibliothek Bd. 155, Meßkirch 2012.

Aufsätze (Auswahl)
- Ludwig der Fromme und die reichenauische Schenkungsurkunde vom 21. April 839. Eine Studie zu den kirchlichen Anfängen von Wahlwies, Nenzingen und Litzelstetten und zur Entstehung der Pfarrorganisation des Hegaus. In: Hegau Bd. 49/50 (1992/93), S. 7–27.
- Die Bretterkrippe von Mainwangen. Ein seltenes, fast vergessenes Kunstwerk aus der Zeit des Barock. In: Hegau Bd. 49/50 (1992/93), S. 77–83.
- Sankt Laurentius und Oswald. Eine Studie zu den kirchlichen Anfängen von Mindersdorf unter besonderer Berücksichtigung der Laurentius- und Oswaldverehrung im Bodenseeraum. In: Hegau Bd. 51/52 (1994/95), S. 137–159.
- Corrigenda zum „Stadtrecht der Stadt Stockach“. Bearb. v. Peter-Johannes Schuler, Potsdam. Hegau Jahrbuch Bd. 51/52 (1994/95), S. 7–135. In: Hegau 53, 1996, S. 241f.
- Kirche und Kirchenpatrone (St. Margarete, Verena und Blasius). In: 900 Jahre Reute im Hegau. Ein Lesebuch. Hrsg.: Festausschuss 900 Jahre Reute im Hegau. Konstanz 2001, S. 40–45.
- Eduard Mörike als politischer Dichter. In: Deutsche Vierteljahresschrift für Literaturwissenschaft und Geistesgeschichte. 75. Jg., Heft 3/September 2001, S. 387–421.
- Jakobspilger im Bodenseeraum. In: Hegau Bd. 59 (2002), S. 75–88.
- Vom Heckerhut zur Friedenslinde. Die liberale Bewegung zwischen Revolution und Erstem Weltkrieg in Stockach und Umgebung. In: Renitenz und Genie. Meßkirch und der badische Seekreis zwischen 1848/49 und dem Kulturkampf. Hrsg.: Edwin Ernst Weber. Heimatkundliche Schriftenreihe des Landkreises Sigmaringen Bd. 8, Oberschwaben – Ansichten und Aussichten Bd. 5, Konstanz 2003, S. 55–90.
- Sankt Nikolaus in Kult und Legende am Bodensee. In: Hegau Bd. 60 (2003), S. 229–238.
- Alte Grabmale auf Sankt Loreto in Stockach. In: Hegau Bd. 61 (2004), S. 87–96
- Die Hildisburg – Ein fast vergessenes Kulturdenkmal vor den Toren von Stockach. In: Hegau Bd. 61 (2004), S. 185–188.
- Sankt Nikolaus als Patron der Schiffs- und Handelsleute. In: Gerda Leipold-Schneider (Red.) und Vorarlberger Landesmuseum (Hrsg.): Schifffahrt am Bodensee – Vom Einbaum zum Katamaran. Steißlingen 2005, S. 44–51.
- „Hinterm Berg, Hinterm Berg / Brennts!“ – Eduard Mörike als politischer Dichter. In: Schwabenspiegel. Literatur vom Neckar bis zum Bodensee 1800–1950, Bd. 2,2. Hrsg.: Manfred Bosch, Ulrich Gaier, Wolfgang Rapp, Peter Schneider, Wolfgang Schürle, Biberach 2006, S. 523–534.
- Verena, Wiborada und Hildegard. Heilige Frauen am Bodensee. In: Hegau 66 (2009), S. 6–24.
- Maria, Georg und Cyrillus auf dem Hohentwiel – Reliquien- und Heiligenkult als Instrument schwäbischer Herzogsherrschaft. In: Hegau Bd. 68 (2011), S. 239–262.
- Die Loreto-Kapelle in Stockach – ein marianisches Siegesdenkmal des Hauses Habsburg. In: Die historische Orgel der Loreto-Kapelle Stockach von Johannes Christophorus Pfleger 1661. Hrsg.: Kath. Pfarrgemeinde St. Oswald Stockach, Donaueschingen 2011, S. 29–39.
- Der Blumhof in Stockach – Aus der Geschichte eines Salemer Klosterhofs. In: Hegau Bd. 69 (2012), S. 61–83.
- Die Vogtei Ramsberg und ihr Verhältnis zur Reichsstadt Überlingen. In: Jakobus Kaffanke, Frieder Kammerer, Fredy Meyer (Hrsg.): Alte Burg und Ort der Stille. 1000 Jahre Ramsberg im Linzgau. Meßkirch 2012, S. 77–101.
- Bemalter Raum als himmlischer Kosmos. Die spätgotischen Wandmalereien in der St. Wendelinskapelle auf dem Ramsberg zwischen Pfullendorf und Überlingen. In: Schriften des Vereins für Geschichte des Bodensees und seiner Umgebung, 131. Heft (2013), S. 51–81. Digitalisat
- Die Verehrung des hl. Pelagius. In: Ulrike Laule (Hrsg.): Das Konstanzer Münster Unserer Lieben Frau. 1000 Jahre Kathedrale – 200 Jahre Pfarrkirche. Regensburg 2012, S. 22–26.
- Wallfahrtsleben und Wallfahrtswege am Bodensee. In: Beuroner Forum Edition 2015. Kulturelles, monastisches und liturgisches Leben in der Erzabtei St. Martin. Hrsg.: Peter Häger, Jakobus Kaffanke OSB, Münster 2015, S. 69–93.
- Die frühen Grafen von Nellenburg. In: Hegau 70 (2013), S. 41–68.
- Stockach im Spätmittelalter. Der Aufstieg zum politischen und kirchlichen Zentrum. In: Hegau 72 (2015), S. 65–78.
- Geschichtliche Wahrheit oder erfundene Tradition. Die Verehrung Graf Eberhards des Seligen von Nellenburg. In: Harald Derschka, Jürgen Klöckler, Thomas Zotz (Hrsg.): Konstanz und der Südwesten des Reiches im hohen und späten Mittelalter. Festschrift für Helmut Maurer zum 80. Geburtstag, Konstanz (= Stadtarchiv Konstanz (Hrsg.): Konstanzer Geschichts- und Rechtsquellen. Bd. XLVIII, Ostfildern 2017, S. 13–56).
- Der Heilige mit dem Pferdefuß. Sankt Eligius – Goldschmied, Bischof und Volkspatron. Sein Kult und seine Legende. In: Schriften des Vereins für Geschichte des Bodensees und seiner Umgebung, Bd. 135 (2017), S. 3–44. Digitalisat
- Heiligenkult im Zeitalter der Kirchenreform. Untersuchungen zur Bedeutung Papst Leos IX. für das Salvatorkloster in Schaffhausen. In: Historische Beiträge zur Geschichte des Kantons Schaffhausen Bd. 91, (2019), S. 9–81.
- St. Peter, Paul und Hippolyt in Öhningen. Eine kultgeschichtliche Studie zum Patrozinium und zur Gründungsgeschichte des ehemaligen Augustiner-Chorherrenstifts. In: Freiburger Diözesanarchiv Bd. 139 (2019), S. 1–66.